# Северен Плейнс (град, Орегон)
Северен Плейнс (на английски: North Plains) е град в окръг Вашингтон, щата Орегон, САЩ. Северен Плейнс е с население от 1605 жители (2000) и обща площ от 2 km². Намира се на 53,6 m надморска височина. ЗИП кодът му е 97133, а телефонният му код е 503.